# Pagondas
Pagondas (em grego:  Παγώνδας), foi um general tebano, conhecido por ter dirigido as forças de Beócia na batalha de Délio durante a Guerra do Peloponeso.